# Castel di Pietra
Il Castel di Pietra (noto anche con il nome di Castello della Pietra) si trova all'estremità nord-orientale del territorio comunale di Gavorrano, sulla vetta di un poggio nell'area meridionale delle Colline Metallifere grossetane.
Il Castello rientra fra i siti di competenza del Parco tecnologico archeologico delle colline metallifere grossetane.

## Storia
Fin dall'epoca preistorica sono presenti tracce di un piccolo insediamento stabile all'interno di una grotta aperta lungo le pendici orientali della collina dove è ubicato il castello.
La prima menzione documentaria del castello è del 1067, annoverato tra le proprietà dell'Abbazia di Sestinga. A partire dai primi anni del XII secolo il sito cessò di essere definito nei documenti rocca per assumere la qualifica di castello.
Nel 1203 gli abitanti di Castel di Pietra potevano impedire il transito del sale grossetano, che non provenisse dai magazzini Aldobrandeschi o senesi (patto tra Ildebrandino VIII degli Aldobrandeschi e la città di Siena) e nel 1307 il Comune di Massa (Massa Marittima) vi insediò un castellano con 4 soldati con il preciso incarico di controllare la via di comunicazione fra il massetano e la pianura di Grosseto.
Nel XIII secolo dopo il controllo esercitato dalla famiglia Aldobrandeschi di Sovana fu ceduto da questi in feudo ai Pannocchieschi, entrambi legati al partito guelfo, e a Siena, come dimostra un atto di sottomissione del 1263. Esercitarono di fatto però una limitata autonomia fino agli inizi del XIV secolo.
Successivamente Castel di Pietra, come gran parte della Maremma teatro di un duro confronto politico e militare, cadde sotto il controllo del Comune di Massa che nel 1328, dopo la morte di Nello, acquisì i diritti signorili dei Pannocchieschi, concesse la cittadinanza a 52 capifamiglia e fece del castello un baluardo contro la rocca ghibellina di Montemassi dell'imperatore Ludovico IV il Bavaro.
In seguito, assorbito nell'orbita senese, si ebbe l'affermazione di alcuni potentati signorili ad opera delle famiglie senesi dei Tolomei e dei Malavolti.

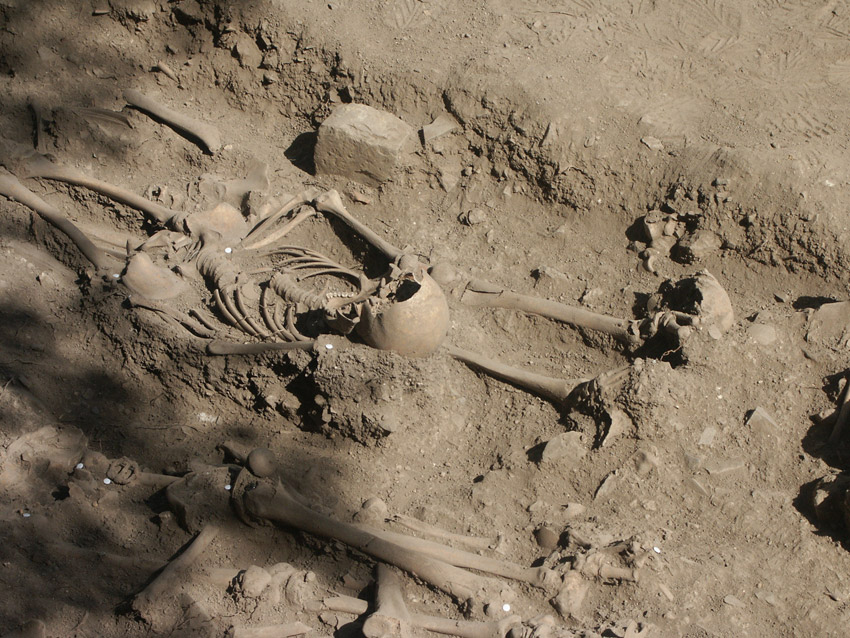
Resti umani rinvenuti a Castel di Pietra durante una campagna di scavo

Negli anni in cui i Pannocchieschi avevano il controllo del luogo, il castello fu lo scenario dell'asserita scomparsa, nella rupe detta Salto della Contessa, di Pia de' Tolomei, prima moglie di Nello Pannocchieschi, il quale convolò a nuove nozze con Margherita Aldobrandeschi. Questa ricostruzione, basata sul canto V del Purgatorio dantesco e messa in circolazione pochi anni dopo la scrittura della Commedia, ha conferito la denominazione di Salto della Contessa alla rupe su cui sorge la fortificazione.
Va detto, comunque, che al tempo di Nello, in casa Tolomei non esisteva nessuna figlia o nipote che si chiamasse Pia. Un piccolo vassallo degli Aldobrandeschi, e signore di Prata, Tollo, sposò una Pia Malavolti. In ragione di un suo trattato di alleanza con Siena, accomunati dal partito guelfo, fu assassinato nel 1285 sul sagrato della chiesa dai suoi tre stessi nipoti, per recedere dal trattato; una sorte simile dev'essere toccata anche alla nobile senese. Il tentativo, possiamo dire riuscito, di coprire i mandanti del tentativo di boicottaggio dell'espansionismo senese in Maremma ha dato origine a infinite speculazioni, su di una leggenda che è la più importante della Maremma.
Anche Nello di Inghiramo dei Pannocchieschi della Pietra era a sua volta vassallo della famiglia Aldobrandeschi di Sovana (che, come detto, aveva avuto precedentemente il controllo dell'importantissimo Castello), ma dai lasciti a Siena descritti nel suo testamento rivela uno stretto legame politico con questa città. Quindi il matrimonio con l'erede della casata feudale Aldobrandesca cela il tentativo di Margherita (ancora sposata al sanguinario Guido di Montfort, tenuto prigioniero a Messina) di barcamenarsi tra potenze in conflitto, per mantenere l'indipendenza della contea. Dal matrimonio nascerà un figlio, Binduccio o Bindoccio. Gli sposi forse risiedettero nel palazzo di Nello in Massa di Maremma (attuale Massa Marittima). Il figlio dei due finì assassinato, all'età di tredici anni, annegato in un pozzo per mano di sicari della famiglia Orsini. Il Pozzo dell'Innocente o di Binduccio è ancora facilmente visitabile a Massa Marittima.
A metà Cinquecento, con la definitiva caduta dello stato senese, il castello fu inglobato nel Granducato di Toscana, seguendone le sorti da quel momento in poi.
Nei secoli successivi, il luogo iniziò a perdere il prestigio delle epoche precedenti ed andò incontro ad una lunga fase di oblio, terminata soltanto alla fine del secolo scorso, quando una buona parte dell'antico insediamento è stato riportato alla luce da una serie di scavi e di restauri.

## Descrizione
Il Castel di Pietra è costituito dai ruderi dell'originaria torre risalente all'XI secolo e dal cassero composto dal palazzo signorile e da un'altra torre, edificati entrambi tra il XII e il XIII secolo; le pareti sono interamente rivestite in pietra. Attorno al castello sono visibili resti murari di altri edifici.